# Scopula ablutata
Scopula ablutata är en fjärilsart som beskrevs av Franz Dannehl 1927. Scopula ablutata ingår i släktet Scopula och familjen mätare. Inga underarter finns listade.